# (956) Elisa
(956) Elisa – planetoida z grupy pasa głównego asteroid okrążająca Słońce w ciągu 3 lat i 177 dni w średniej odległości 2,3 au. Została odkryta 8 sierpnia 1921 roku w Landessternwarte Heidelberg-Königstuhl, w Heidelbergu przez Karla Reinmutha. Nazwa pochodzi od Elisy Reinmuth, matki odkrywcy. Przed jej nadaniem planetoida nosiła oznaczenie tymczasowe (956) 1921 JW.